# Kaple svatého Vincence Ferrarského (Sebuzín)
Kaple svatého Vincence Ferrarského v Sebuzíně je pozdně barokní sakrální stavba z roku 1745 zasvěcená španělskému dominikánskému kazateli Vincenci z Ferrery, která náleží k římskokatolické farnosti Církvice a je chráněna jako kulturní památka České republiky.

## Architektura
Neorientovaná jednolodní kaple postavená ve středu původní návsi ve svažitém, k jihu stoupajícím terénu, má hlavní průčelí orientované k severu. K téměř čtvercovému půdorysu lodi (454 cm dlouhé a 470 cm široké) je přistavěna odsazená, 140 cm hluboká, půlkruhově uzavřená apsida. Sedlová střecha krytá pálenou taškou má nad závěrem z hřebenu vystupující šestibokou zvonici dřevěné oplechované konstrukce, zakončenou cibulovou bání s křížem.

### Hlavní (severní) průčelí s volutovým štítem
Hlavní průčelí na nízkém soklu je členěno profilovanými nárožními pilastry a pravoúhlým vstupním portálem se štukovou šambránou s uchy v horních rozích, v němž je hlavní vchod s dřevěnými jednokřídlými dveřmi a novodobá mříž. Nad portálem je podélně oválná štukem rámovaná nika s plastikou madony s dítětem.
Nad profilovanou korunní římsou krytou taškami je obdélný volutový štít s předsazenou, ve středu segmentově vzedmutou profilovanou římsou ve vrcholu. V jeho středním poli je obdélná půlkruhově uzavřená nika s kamennou plastikou sedícího Krista Trpitele ikonografického typu Ecce homo. Hlavu s trnovou korunou má složenou v dlaních a „výraz se zdá vyjadřovat pochybnost, zda hříšné a nevděčné lidstvo stojí za obětování se“.

### Boční průčelí a závěr
Celý obvod kaple obíhá profilovaná korunní římsa, která je v závěru jediným zdobným prvkem. Boky kaple mají ve vstupních nárožích profilované nezdobené pilastry a jsou prolomeny pravoúhlými okenními otvory s druhotným zasklením (ocelová zasklená mříž).

### Interiér
Podlaha v kapli je betonová, strop plochý, dřevěný a omítaný, dřevěný je také krov. V závěru kaple je segmentově ukončený oltářní výklenek, zařízení kaple má charakter lidového umění.

## Opravy a rekonstrukce
Zásadnější úpravou prošla kaple v roce 1874, další opravy proběhly v letech 1995, 2011 a 2020, v současnosti (květen 2024) probíhá celková rehabilitace objektu a jeho bezprostředního okolí na náklady střekovského městského obvodu. Jedná se především o úpravy spojené se zamezením pronikání vlhkosti do objektu, související úpravy povrchů kolem kaple, rehabilitace prostoru před kaplí a rekonstrukce jejího interiéru.

## Urbanismus a životní prostředí
Území kolem kaple je součástí čtvrté zóny CHKO České Středohoří a ochranného pásma povrchového i podzemního vodního zdroje druhého stupně. Toto území prošlo výraznou proměnou spojenou s vybudováním kruhového objezdu a z něj vedoucí kapacitnější silnice do Tlučeňského údolí, která nahradila úzkou a frekventovanou silnici, jíž si řidiči zkracují cestu do Litoměřic. Z této doby pochází i dosavadní celkové řešení okolí kaple.